# Boško Balaban
Boško Balaban (* 15. Oktober 1978 in Rijeka, SFR Jugoslawien) ist ein ehemaliger kroatischer Fußballspieler.

## Karriere

### Im Verein
Boško Balaban spielte als Stürmer. Er begann seine Karriere bei NK Rijeka, wo er von 1995 bis 2000 spielte. Nachdem er in der Saison 1999/2000 mit 15 Treffern Torschützenkönig der kroatischen Liga wurde, wechselte er zu Dinamo Zagreb. Dort wurde er in der Folgesaison erneut Torschützenkönig und wechselte anschließend für eine Ablöse von 9 Millionen Euro zum englischen Verein Aston Villa. Dort konnte er sich jedoch nicht durchsetzen und kam nur auf neun Einsätze, sodass er auf Leihbasis zu Dinamo Zagreb zurückkehrte, wo er an seine alten Erfolge anknüpfen konnte. Sein Vertrag bei Aston Villa wurde trotzdem aufgelöst, sodass er 2004 ablösefrei zum belgischen Verein FC Brügge wechselte, wo er 2005 mit elf Saisontoren erheblichen Anteil am Gewinn der Belgischen Meisterschaft hatte. 2007 wechselte er schließlich zu Dinamo Zagreb und unterschrieb einen Vertrag über 2 Jahre. Nachdem sein Vertrag 2009 ausgelaufen war, wechselte Balaban zum malaysischen Verein Selangor FA, wo er ein Jahr später seine Karriere beendete.

### In der Nationalmannschaft
Sein Debüt in der Kroatischen Fußballnationalmannschaft gab Balaban am 16. August 2000 gegen die Slowakei. Seitdem bestritt er 27 Spiele für sein Land und erzielte neun Tore. Bei der Weltmeisterschaft 2002 stand er im Kader seiner Nationalmannschaft, bestritt aber kein Spiel. Für die Weltmeisterschaft 2006 wurde er erneut nominiert.
Boško Balaban, Darijo Srna und Ivica Olić wurden vom Kroatischen Fußballverband für je ein Spiel suspendiert, nachdem sie kurz vor einem Länderspiel zu spät aus einer Diskothek ins Hotel zurückkehrten.
Im August 2007 kehrte er zu Dinamo Zagreb zurück, nachdem Brügge den Topscorer François Sterchele verpflichtete. Bei den Brügger Fans erhielt Balaban den Spitznamen Super Bosko, als er in einem Spiel gleich vier Treffer erzielte.

## Erfolge
- Belgischer Meister: 2005
- Kroatischer Meister: 2003, 2008, 2009